# 김포 공씨
김포 공씨(金浦公氏)는 경기도 김포시를 본관으로 하는 한국의 성씨이다.

## 기원
《김포공씨세보(金浦公氏世譜)》에 의하면 공씨의 선계는 중국 노(魯)나라 왕족이자 공자(孔子)의 제자로 72인의 반열에 들었던 공하수(公夏守)라 한다.

## 역사
당(唐)나라 18학사의 한 사람인 공윤보(公允輔)가 755년(경덕왕 14) 안녹산(安祿山)의 난을 피해 신라에 동래하여 김포에 정착하였다고 한다.

## 분파
- 문천파(文川派) - 27세손 공보언(公普彦)이 조선 세조 때 불복신(不服臣)의 일파로 몰려 함경도 문천(文川)으로 유배되고 아전으로 강등되어 문천에 살게 되었다.
- 벽동파(碧潼派) - 공명례(公明禮)가 계공랑(啓功郞)으로 1478년(조선 성종 9년) 김포에서 능(陵)을 옮길 때 왕에게 직간을 하다가 화를 입어 평안도 벽동(碧潼)으로 강제 이거당했다.
- 창원파(昌原派) - 정승 공의(公義)의 후손들이 누대로 함안에 살다가 창원에 이거하면서 일파를 이루게 되었다.[1]

## 인물
- 공서현(公珪¥, 1512년생): 조선 중기의 문신. 본관은 김포(金浦). 자는 덕장(德璋). 1521년(중종 16) 사마시에 합격하여 진사가 되고 같은해 별시문과에 병과로 급제하였다. 학유(學諭)에 기용된 뒤, 홍문관저작·예문관봉교·정언 등을 거쳐, 전적에 이르렀고, 시문에 능하였다.
- 공창준(公昌俊, 1867년 ~ 1907년): 독립운동가. 1895년 독립협회에 가입하고, 1896년 전덕기(全德基)와 함께 청년운동에 종사하였다. 1900년 그리스도교 전도사로 계몽운동에 힘썼고, 1905년 친일단체인 일진회(一進會)를 규탄하다가 일제(日帝)의 반감을 사게 되어, 1907년 아들 정서(禎書)와 함께 사형당하였다. 1995년 8월 건국훈장 애국장이 추서되었다.
- 공병우(公丙禹, 1906년 ~ 1995년): 안과 의사. 평안북도 벽동 출신. 1949년 세벌식 속도 한글 타자기를 처음으로 발명하였으며, 1980년 최초로 세벌식 한글 워드프로세스를 개발하였다. 한글학회 이사, 한글기계화연구소 소장, 한글문화원 원장 등을 역임하면서 한글 전용과 한글 기계화 및 전산화에 공헌하였다.

## 인구
- 1985년 김포 공씨 297가구 1,259명 + 문천 공씨 104가구 502명 = 1,761명
- 2000년 김포 공씨 521가구 1,715명 + 문천 공씨 215가구 686명 = 2,401명
- 2015년 김포 공씨 426명 + 벽동 공씨 5명

## 같이 보기
- 문천 공씨(文川 公氏)